# Echinorhinidae
Los equinorrínidos (Echinorhinidae) son una familia de elasmobranquios selacimorfos del orden Squaliformes ampliamente distribuidos en aguas templadas y tropicales de todos los océanos.

## Características
Son tiburones grandes, de 3 a 4 m de longitud. Tienen el cuerpo robusto y cilíndrico, el morro corto y la piel cubierta de dentículos ásperos o espinas ensanchadas. Poseen dos pequeñas aletas sin espinas, cercanas una a la otra, situadas en la parte posterior del cuerpo tras el origen de las aletas pélvicas; carecen de aleta anal y de muesca subterminal en la aleta caudal. Los espiráculos son pequeños y poseen cortas arrugas labiales. Los dientes son similares en ambas mandíbulas y están provistos de una cúspide central en forma de cuchilla y hasta tres pequeñas cúspides a cada lado.

## Historia natural
Habitan en el talud continental, en aguas profundas hasta los 900 m, sobre o cerca del fondo. Se alimentan de diversos peces bentónicos y neríticos como otros tiburones, quimeras,  bacalaos, lorchas, merluzas, platijas, arenques, etc., así como cangrejos, pulpos y calamares. Se cree que succionan a sus presas expandiendo súbitamente la boca y la faringe cuando las tienen cerca. Son ovovivíparos, pero carecen de placenta.

## Taxonomía
La familia Echinorhinidae incluye un solo género y dos especies:
- Echinorhinus brucus - tiburón de clavos
- Echinorhinus cookei - tiburón negro espinoso